# Дионисий из Ламптры
Дионисий из Ламптры (греч.: Διονύσιος, прим. III век до н.э.) был эпикурейским философом, который сменил Полистрата в качестве главы (схоларха) школы Эпикура в Афинах около 219 г. до н.э. Всё, что мы знаем о нем — он управлял школой около 13-ти лет, пока не умер в 205 г. до н.э. Дионисий важен для нас в качестве связующего звена преемственности, пока не открыты новые отрывки. А в управлении школой ему наследовал Василид.